# Ставропольська радянська республіка
Ставропольська радянська республіка – короткочасна республіка, що виникла 1 (14) січня 1918 року на території колишньої Ставропольської губернії Російської імперії після оголошення там Радянської влади. 8 (21) січня 1918 року увійшла до складу Радянської Росії. Зі столицею в Ставрополі. 5-7 липня 1918 року увійшла до Північно-Кавказької Радянської Республіки РРФСР.

## Історія
Спочатку це утворення мало два органи управління – губвиконком (створений 1 (14) січня 1918) і раднарком (створений 8 (21) січня 1918). Головою губвиконкому був есер Мещеряков, а раднарком очолював більшовик Пономарьов. Губвиконком видавав газету «Влада праці», а раднарком проводив у життя декрети Радянської влади.
28 квітня 1918 року есери створили у Ставрополі «Військово-революційний комітет» і заарештували Пономарьова та ін. Проте виступ есерів був придушений, арештованих звільнено. 9-14 травня 1918 року відбувся надзвичайний губернський з'їзд Рад, який обрав новий губвиконком, більшість членів якого були більшовиками, а головою було обрано А. Дейнека. Усі функції раднаркому були передані з'їздом новому губвиконкому, який керував республікою до 5-7 липня 1918 року, коли перший з'їзд Рад Північного Кавказу прийняв рішення про входження Ставропольської радянської республіки до Північно-Кавказької Радянської Республіки РРФСР.